# أمير أباد (حومة بم)
أمیر أباد (بالفارسية: امیرآباد) هي قرية تقع في إيران في منطقة مركزية ريفية. يقدر عدد سكانها بـ 421 نسمة .